# 学校裏サイト (映画)
『学校裏サイト』（がっこううらサイト）は、2009年の日本映画。第2回ケータイホラー小説大賞を受賞した同名小説が原作となっている。

## あらすじ
伊吹学園の生徒が自殺未遂を起こし、生徒会長の藤原隼人（演：山田悠介）は原因となったいじめを調査する。調査を進めていくうちに、藤原は突然他の生徒から襲われるようになる。襲いかかってきたうちのひとりを捕らえて理由を聞くと、あるプロフサイトの登録者達が携帯電話を奪いあい、勝った者は金と安全を得られ、負けた人間は知られたくない秘密を公開されるというサバイバル・ゲームに強制参加させられていることが判明する。「世の中には強い者と弱い者しかいない」という信念の藤原は、どうしても知られたくない秘密を守るために戦いに参戦していく。

## 登場人物
藤原隼人：山田悠介
本作の主人公で伊吹学園生徒会長。3年C組。表と裏の二面性を持ち、人は勝者と敗者に分けられるという考えの持ち主。半不良だが一応正義感はあり相手を心配することもあるが典型的な偽善者でダークヒーロー。元いじめられっ子でそれがある秘密と関係あったが、無類の強さを持ち格闘戦では負け知らずである。住所は世田谷区弦巻1-39-4。しし座O型。
木下千織：水沢奈子
16歳の女子高生。ゲーム参加者で藤原と行動を共にする。二人称は「君」。図星を突かれると暴力を振るう一面がある。
正体は、過去に藤原がいじめから救った少女の妹。姉が自殺したことで藤原を逆恨みし、彼の秘密を暴露して自殺に追い込む。
等々力健司：白石隼也
藤原の同級生の不良。「狂わなきゃやってられねえんだよ」の信念の元、紙屋らの目の前で島田を公開処刑するなど残虐な性格。作中で無類の強さを誇る藤原と互角に戦う戦闘力を持つ。
紙屋真一郎：片岡信和
バスを用いて人を集め固まることで身を守ろうとする。紙屋大臣の息子である。
皆東信吾：未来弥
留年している不良。雇われ藤原を襲う。
紙屋憲一
大臣。「スクールジャスティス法」を制定した紙屋の父。

## キャスト
- 山田悠介 - 藤原隼人
- 水沢奈子 - 木下千織
- 白石隼也 - 等々力健司
- 聡太郎 - 近藤
- 黒田耕平 - 松田
- 日向寺雅人 - 飯嶋
- 松田祥一 - 中島正志
- 三津谷亮 - 真田真一
- 坂本真
- 西洋亮 - 佐藤治
- 絲木建太
- 未来弥 - 皆東信吾
- じゅん平 - 太田昇
- RIOKA - 女子生徒
- 今井隆文
- 水野真典
- 街田しおん - 相沢京子
- 片岡信和 - 紙屋真一郎

## スタッフ
- 監督：福田陽平
- 製作：大橋孝史
- プロデューサー：上野境介、山本清史
- 脚本：山本清史、福田陽平
- 主題歌：+Plus『GAME OVER』